# Гаррісон Форд
Га́ррісон Форд (англ. Harrison Ford; нар. 13 липня 1942, Чикаго) — американський актор. Відомий передусім за ролями Хана Соло в кіноепопеї «Зоряні війни» та Індіани Джонса в однойменній серії фільмів.

## Біографія

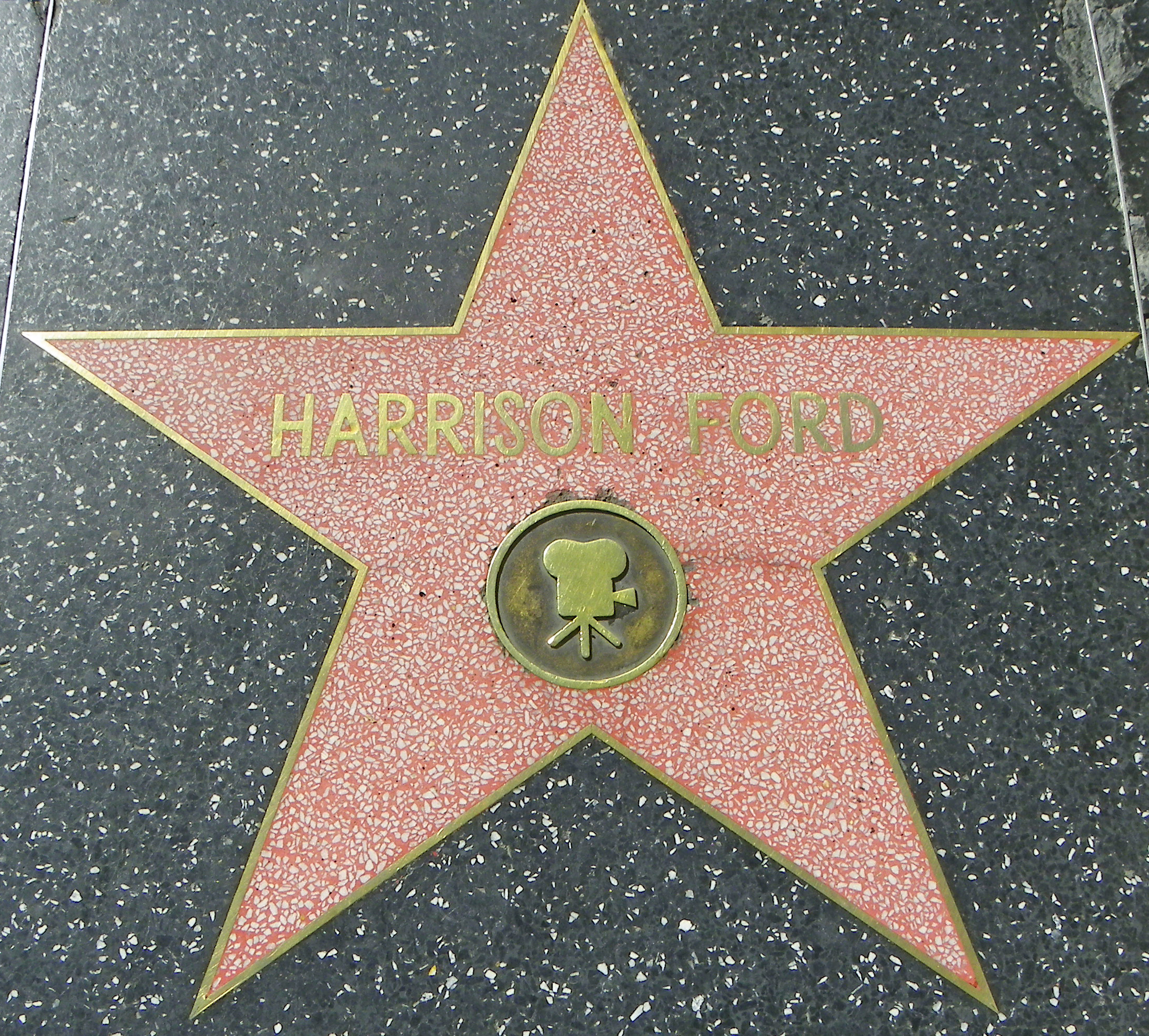
Зірка Форда в Алеї Слави Голлівуду

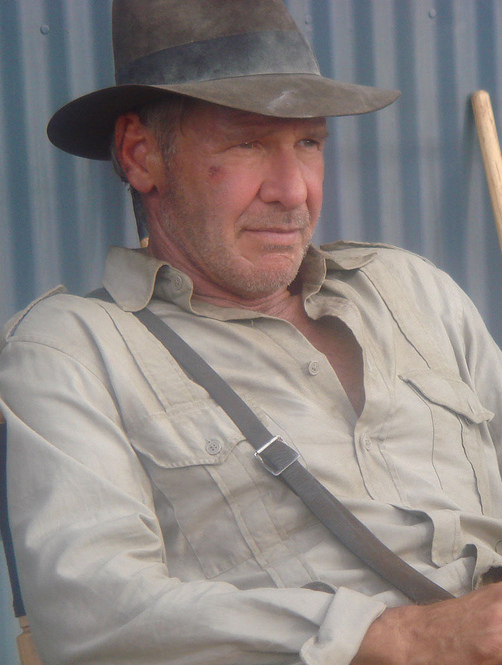
Форд у ролі Індіани Джонса

Гаррісон Форд народився 13 липня 1942 року в Чикаго, штат Іллінойс. У школі вчився посередньо, але долучився до руху бойскаутів. Після закінчення школи в 1960 вступив до коледжу міста Ріпон, але скоро був відрахований за прогули. В цей час Гаррісон захопився аматорським театром. У 1964 році переїхав до Лос-Анджелеса разом з подругою Мері Маркардт, з якою невдовзі одружився. Зазнавши невдачі із влаштування ведучим на радіо, підписав контракт з Columbia Pictures та став актором епізодичних ролей і масовки. Спочатку Форд вважався невиразним актором-невдахою, особливо після того, як при монтажі було вирізано всі сцени за його участю з фільму «Забрискі пойнт» (англ. Zabriskie Point). Вперше ім'я Гаррісона Форда з'явилося в титрах тільки в 1967 році у фільмі Філа Карлсона «Час убивати». Форд розірвав контракт і перейшов на студію Universal, де грав другорядні ролі в серіалах та фільмах-вестернах. З народження синів, Бенджаміна та Вілларда, Форд покинув кар'єру актора і працював теслею.
Форд почав з виготовлення невеликих виробів з червоного дерева, поступово перейшовши до виконання великих замовлень. Як тесля він став відомими майстром і отримував значні прибутки. Гаррісон навіть вирушив у світове турне зі співаком Джимом Моррісоном і групою The Doors як працівник сцени. Врешті в 1971 році клієнтом Форда став режисер Джордж Лукас, що замовив шафи. Дізнавшись, що цей тесля раніше був актором, Джордж записав його телефон про всяк випадок. Рік по тому Лукас запросив Форда на проби свого фільму «Американські графіті». Проби виявилися успішними, Форду дісталася перша велика роль — гонщика-аматора, що принесла йому визнання. Практично відразу після виходу «Американських графіті» режисер Френсіс Форд Коппола покликав актора на невелику роль у фільм «Розмова».
У 1977 році Джордж Лукас почав фільмування «Зоряних війн». Роль Хана Соло готувалася для Крістофера Вокена, Форд лише допомагав Лукасу, читаючи репліки в діалогах під час чужих прослуховувань. Джордж вирішив віддати роль Форду. Хоча критики пророчили «Зоряним війнам» провал, фільм став надзвичайно популярним. Гаррісон Форд в ролі авантюриста Хана Соло з'являвся і в продовженнях. У сімдесяті роки на його рахунку з'явилися вдалі вестерни («Фріско Рід»), фільми про війну («Апокаліпсис сьогодні», «Ганновер»), комедії («Герої»). Розлучившись із Мері Маркардт в 1979, в 1983 актор одружився зі сценаристкою Мелісою Метісон, котра народила сина Малькольма і доньку Джорджію.
Коли почалася робота над фільмом «Індіана Джонс», на роль головного героя продюсер Джордж Лукас і режисер Стівен Спілберг висували Тома Селлека. Та Селлек був занадто зайнятий на інших зніманнях, тож Спілберг запропонував кандидатуру Форда і зумів відстояти свій вибір в суперечках з Лукасом. У 1982 році Форд отримав ще одну знакову роль у кіберпанковій драмі «Той, що біжить по лезу». Одразу по виходу фільм провалився, Форд вважав, що це сталося зокрема через суперечки щодо образу з Рідлі Скоттом.
Форд зіграв головні ролі в багатьох голлівудських фільмах 1990-х, які дали рекордні касові збори, серед них «Літак президента», «Втікач», «Ігри патріотів», «Презумпція невинності» та в римейку фільму «Сабріна».
У 2000-і знявся у «Індіана Джонс і Королівство Кришталевого черепа», «Ковбої проти прибульців», «Гра Ендера». Двома роками пізніше Форд повернувся до своєї культової ролі — зіграв постарілого Хана Соло «Зоряні війни. Епізод VII». В 2001 він розлучився з Мері, а в 2010 одружився з актрисою Калістою Флокхард. Та всиновив її прийомного сина Ліама.
Як хобі продовжує займатися теслярством, рибалкою і польотами на власному літаку. Частину свого ранчо Форд віддав на створення заповідника. На честь актора названо вид мурашки Peidole harrisonfordi й павука Calponia harrisonfordi. Форд є третім актором за касовими зборами у США після Едді Мерфі та Тома Генкса та третім за касовими зборами у світі.

## Фільмографія

### Кінофільми
| Рік  |    | Українська назва                                         | Оригінальна назва                                  | Роль                               |
| ---- | -- | -------------------------------------------------------- | -------------------------------------------------- | ---------------------------------- |
| 1966 | ф  | Смертельна спека на каруселі                             | Dead Heat on a Merry-Go-Round                      | посильний                          |
| 1967 | ф  | Лав                                                      | Luv                                                | сердитий водій                     |
| 1967 | ф  | Час вбивати                                              | A Time for Killing                                 | лейтенант Шеффер                   |
| 1968 | ф  | Подорож в Шилох                                          | Journey to Shiloh                                  | Віллі Білл Бейрден                 |
| 1970 | ф  | Забриски Пойнт                                           | Zabriskie Point                                    | камео                              |
| 1970 | ф  | Навпростець                                              | Getting Straight                                   | Джейк                              |
| 1973 | ф  | Американські графіті                                     | American Graffiti                                  | Боб Фалфа                          |
| 1974 | ф  | Розмова                                                  | The Conversation                                   | Мартін Стет                        |
| 1976 | ф  | Династія                                                 | Dynasty                                            | Марк Блеквуд                       |
| 1977 | ф  | Зоряні війни. Епізод IV. Нова надія                      | Star Wars                                          | Хан Соло                           |
| 1977 | ф  | Герой                                                    | Heroes                                             | Кен Бойд                           |
| 1978 | ф  | Загін 10 з Наварон                                       | Force 10 from Navarone                             | Майк Барнсбі                       |
| 1979 | ф  | Апокаліпсис сьогодні                                     | Apocalypse Now                                     | полковник Лукас                    |
| 1979 | ф  | Ганновер-стріт                                           | Hanover Street                                     | Девід Хеллоран                     |
| 1979 | ф  | Малюк з Сан-Франциско                                    | The Frisco Kid                                     | Томмі Лайлард                      |
| 1979 | ф  | Нові американські графіті                                | More American Graffiti                             | офіцер Боб Фалфа                   |
| 1980 | ф  | Зоряні війни. Епізод V. Імперія завдає удару у відповідь | Star Wars. Episode V. The Empire Strikes Back      | Хан Соло                           |
| 1981 | ф  | Індіана Джонс: У пошуках втраченого ковчега              | Raiders of the Lost Ark                            | Індіана Джонс                      |
| 1982 | ф  | Той, хто біжить по лезу                                  | Blade Runner                                       | Рік Декард                         |
| 1983 | ф  | Зоряні війни. Епізод VI: Повернення джедая               | Star Wars. Episode VI. Return of the Jedi          | Хан Соло                           |
| 1984 | ф  | Індіана Джонс і Храм Долі                                | Indiana Jones and the Temple of Doom               | Індіана Джонс                      |
| 1985 | ф  | Свідок                                                   | Witness                                            | детектив Джон Бук                  |
| 1986 | ф  | Берег москітів                                           | The Mosquito Coast                                 | Еллі Фокс                          |
| 1988 | ф  | Несамовитий                                              | Frantic                                            | лікар Річард Вокер                 |
| 1988 | ф  | Ділова дівчина                                           | Working Girl                                       | Джек Трейнер                       |
| 1989 | ф  | Індіана Джонс і останній хрестовий похід                 | Indiana Jones and the Last Crusade                 | Індіана Джонс                      |
| 1990 | ф  | Презумпція невинності                                    | Presumed Innocent                                  | Розат 'Расті' Сабич                |
| 1991 | ф  | Що стосується Генрі                                      | Regarding Henry                                    | Генрі Тернер                       |
| 1992 | ф  | Ігри патріотів                                           | Patriot Games                                      | Джек Раян                          |
| 1993 | ф  | Втікач                                                   | The Fugitive                                       | лікар Річард Кімбл                 |
| 1994 | ф  | Джиммі-Голлівуд                                          | Jimmy Hollywood                                    | у ролі самого себе                 |
| 1994 | ф  | Пряма і явна загроза                                     | Clear and Present Danger                           | Джек Раян                          |
| 1995 | ф  | Сто та одна ніч Симона Сінема                            | Les Cent et une nuits de Simon Cinema              | у ролі самого себе                 |
| 1995 | ф  | Сабріна                                                  | Sabrina                                            | Лайнес Леррабі                     |
| 1997 | ф  | Власність диявола                                        | The Devil’s Own                                    | Том О’Міра                         |
| 1997 | ф  | Літак президента                                         | Air Force One                                      | президент Джеймс Маршалл           |
| 1998 | ф  | Шість днів, сім ночей                                    | Six Days Seven Nights                              | Квінн Гарріс                       |
| 1999 | ф  | Павутина брехні                                          | Random Hearts                                      | сержант Вільям 'Датч' Ван Ден Брук |
| 2000 | ф  | Що приховує брехня                                       | What Lies Beneath                                  | лікар Норман Спенсер               |
| 2002 | ф  | К-19                                                     | K-19: The Widowmaker                               | капітан Олексій Востріков          |
| 2003 | ф  | Голлівудські копи                                        | Hollywood Homicide                                 | сержант Джо Гевілан                |
| 2006 | ф  | Вогняна стіна                                            | Firewall                                           | Джек Стенфілд                      |
| 2008 | ф  | Індіана Джонс і королівство кришталевого черепа          | Indiana Jones and the Kingdom of the Crystal Skull | Індіана Джонс                      |
| 2009 | ф  | Бруно                                                    | Bruno                                              | у ролі самого себе                 |
| 2009 | ф  | Перетинаючи кордон                                       | Crossing Over                                      | Макс Броґен                        |
| 2010 | ф  | Крайні заходи                                            | Extraordinary Measures                             | доктор Роберт Стонхілл             |
| 2010 | ф  | Ранковий підйом                                          | Morning Glory                                      | Майк Померой                       |
| 2011 | ф  | Ковбої проти прибульців                                  | Cowboys & Aliens                                   | полковник Вуді Долархайд           |
| 2013 | ф  | 42                                                       | 42                                                 | Бранч Рікі                         |
| 2013 | ф  | Параноя                                                  | Paranoia                                           | Джок Годдард                       |
| 2013 | ф  | Гра Ендера                                               | Ender's Game                                       | полковник Гірем Ґрафф              |
| 2013 | ф  | Телеведучий: Легенда продовжується                       | Anchorman: The Legend Continues                    | Мак Таннен                         |
| 2014 | ф  | Нестримні 3                                              | The Expendables 3                                  | Макс Драммер                       |
| 2015 | ф  | Вік Адалін                                               | The Age of Adaline                                 | Вільям Джонс                       |
| 2015 | ф  | Зоряні війни. Епізод VII                                 | Star Wars: Episode VII                             | Хан Соло                           |
| 2017 | ф  | Той, хто біжить по лезу 2049                             | Blade Runner 2049                                  | Рік Декарт                         |
| 2019 | мф | Секрети домашніх тварин 2                                | The Secret Life of Pets 2                          | Когут (озвучення)                  |
| 2019 | ф  | Зоряні війни: Скайвокер. Сходження                       | Star Wars: The Rise of Skywalker                   | Хан Соло                           |
| 2020 | ф  | Поклик пращурів                                          | The Call of the Wild                               | Джон Торнтон                       |
| 2023 | ф  | Індіана Джонс і реліквія долі                            | Indiana Jones and the Dial of Destiny              | Індіана Джонс                      |
| 2025 | ф  | Капітан Америка: Прекрасний новий світ                   | Captain America: Brave New World                   | Таддеус Росс / Червоний Халк       |
| 2026 | ф  | Месники: Судний день                                     | Avengers: Doomsday                                 | Таддеус Росс / Червоний Халк       |

### Телебачення
| Рік       |    | Українська назва                   | Оригінальна назва                  | Роль                                  |
| --------- | -- | ---------------------------------- | ---------------------------------- | ------------------------------------- |
| 1970      | тф |                                    | The Intruders                      | Карл                                  |
| 1972—1973 | с  | Димок зі ствола                    | Gunsmoke                           | Хобі / Прінт (2 епізоди)              |
| 1974      | с  | Кунг-фу                            | Kung Fu                            | містер Гаррісон (Епізод: "Crossties") |
| 1976      | тф |                                    | Dynasty                            | Марк Блеквуд                          |
| 1977      | тф |                                    | The Possessed                      | Пол Вінджем                           |
| 1978      | тф | Зоряні війни: Святковий спецвипуск | The Star Wars Holiday Special      | Хан Соло                              |
| 1993      | с  | Хроніки молодого Індіани Джонса    | The Young Indiana Jones Chronicles | Індіана Джонс (S2-E5)                 |
| 2022—2023 | с  | 1923                               | 1923                               | Джейкоб Даттон (8 епізодів)           |
| 2023—2024 | с  | Правдива терапія                   | Shrinking                          | Доктор Пол Роудс (22 епізоди)         |